# Ajattara
Ajattara este o formație de black metal din Helsinki, Finlanda fondată în anul 1996.

## Albume de studio
- Itse  (2001)
- Kuolema  (2003)
- Tyhjyys  (2004)
- Äpäre  (2006)
- Kalmanto  (2007)
- Noitumaa  (2009)
- Joululevy  (2009)
- Murhat  (2011)
- Lupaus  (2017)